# Kafr al-Awamid
Kafr al-Awamid sau Kafr al-Awameed în (arabă: كفر العواميد) este un sat sirian în Districtul Al-Zabadani din Guvernoratul Rif Dimashq. Potrivit Biroului Central de Statistică al Siriei (CBS), Kafr al-Awamid avea o populație de 1.588 de locuitori la recensământul din 2004.